# Jessica Kosmalla
Jessica Kosmalla (* 31. März 1961 in Bremerhaven) ist eine deutsche Schauspielerin.

## Leben
Neben ihrem Schauspielstudium ab 1980 am Mozarteum, das sie 1983 mit dem Diplom abschloss, absolvierte Jessica Kosmalla auch eine klassische Ballettausbildung. Stationen ihrer Bühnenlaufbahn waren unter anderem die Komödie im Bayerischen Hof in München, der Ludwigshafener Pfalzbau, das Junge Theater Bremen, das Altonaer Theater und verschiedene Tourneebühnen. Häufig gastiert Kosmalla am Hamburger Ernst-Deutsch-Theater, neben vielen anderen Rollen sah man sie dort im Hauptmann von Köpenick von Carl Zuckmayer, in Die Physiker von Friedrich Dürrenmatt oder Eugène Ionescos Die Nashörner, jeweils unter der Regie von Wolf-Dietrich Sprenger. 2015 überzeugte sie als Auguste van Pels in Yves Jansens Inszenierung von Anne auf der Grundlage des Tagebuchs Anne Franks in einer Fassung von Leon de Winter und Jessica Durlacher.
Seit Mitte der 1980er Jahre arbeitet Jessica Kosmalla auch umfangreich vor der Kamera. Häufiger sah man sie in verschiedenen Episoden von Der Alte und Derrick, daneben übernimmt sie regelmäßig Gastrollen in bekannten Krimi- und Familienserien. 1991 verkörperte sie als Leporella die Titelrolle in dem gleichnamigen Film nach der Novelle von Stefan Zweig.
Jessica Kosmalla lebt in Hamburg.

## Filmografie (Auswahl)
- 1982: Euch darf ich’s wohl gestehen
- 1983: Die Krimistunde (Fernsehserie, Folge 6, Episode: „Falsche Perlen“)
- 1984: Tatort: Heißer Schnee
- 1984: Gespenstergeschichten (Serie; Episode: Die Verschwörung)
- 1986: Mit meinen heißen Tränen
- 1987: Kein Glück mit Frauen
- 1987: Der Alte – Tod vor Schalterschluss
- 1987: Derrick – Ein Weg in die Freiheit
- 1988: L’heure Simenon – Les volets verts
- 1988: Schön war die Zeit
- 1988: Der Alte – Kein gutes Ende
- 1988: Der Alte – Der Tod des Uhrmachers
- 1989: Jenseits von Blau
- 1989: Zwei Frauen
- 1990: Ein Fall für zwei – Bruderhaß
- 1990: Derrick – Beziehung abgebrochen
- 1990: Der Fahnder – Nebenjob
- 1991: Für immer jung
- 1991: Leporella
- 1991: Derrick – Verlorene Würde
- 1991: Meine Tochter gehört mir
- 1992: Widerspenstige Viktoria
- 1992: Der Alte – Es war alles ganz anders
- 1992: Derrick – Tage des Zorns
- 1993: Gefährliche Verbindung
- 1993: Tatort: Die Zärtlichkeit des Monsters
- 1995: Rosamunde Pilcher: Wechselspiel der Liebe
- 1995: Der Mann auf der Bettkante
- 1997: Hollister
- 1997: Nur für eine Nacht
- 1997: Der rote Schakal
- 1998: Tatort: Money! Money!
- 1998: Ein Engel schlägt zurück
- 1998: Einsatz Hamburg Süd – Gefahr im Dunkeln
- 1999: Doppelter Einsatz – Ganz normale Mörder
- 1999: Polizeiruf 110: Schellekloppe
- 1999: Im Namen des Gesetzes – Die Abrechnung
- 1999: Dr. Stefan Frank – Der Arzt, dem die Frauen vertrauen – Die Zeit danach
- 1999: Männer aus zweiter Hand
- 2000: Herzschlag – Das Ärzteteam Nord – Schock
- 2000: Die Kommissarin – Liebe und Tod
- 2000: Balko – Geliebte Mumie
- 2002: SK Kölsch – Wachschutz
- 2002: SOKO Leipzig – Sport ist Mord
- 2003: Zwei Profis – ...und die falsche Spur
- 2003: Adam & Eva
- 2003: Mit Herz und Handschellen – Mitten ins Herz
- 2004: Die Boxerin
- 2004: Germanikus
- 2004: SOKO Köln – Mietsache Mord
- 2004: Die Rettungsflieger – Königskinder
- 2004: Ein Fall für zwei – Karriere um jeden Preis
- 2005: Unser Charly – Schmutzige Geschäfte
- 2007: Pfarrer Braun – Ein Zeichen Gottes
- 2007: GG 19 – Deutschland in 19 Artikeln (Artikel 9)
- 2007: Krimi.de – Ausgeliefert
- 2008: Küstenwache – Die Abrechnung
- 2008: Einsatz in Hamburg – Ein sauberer Mord
- 2008: Der Bulle von Tölz: Der Zauberer im Brunnen
- 2008: Großstadtrevier – Der Straßenmusikant
- 2008: SOKO Köln – Schatten der Vergangenheit
- 2009: Dorfpunks
- 2009: SOKO Leipzig – Das Erbe
- 2009: Der Alte – Du darfst nicht mehr leben
- 2010: Da kommt Kalle – Das Wunder von Flensburg
- 2010: Emmas Chatroom (Ep. #1.7)
- 2011: Der Landarzt – Auszeit
- 2012: Heiter bis tödlich: Fuchs und Gans – Eierdiebe
- 2013: Heiter bis tödlich: Zwischen den Zeilen – Frau auf der Couch
- 2013: Nord Nord Mord – Clüver und die fremde Frau (Fernsehreihe)
- 2013: Wilsberg – Hengstparade
- 2014: Großstadtrevier – Heile Welt
- 2014, 2022: SOKO Köln – Schweigen, Nie mehr allein
- 2014: SOKO Wismar – Aurafrisur
- 2015: Sibel & Max – Kinderwünsche
- 2015: Zweimal lebenslänglich
- 2016: SOKO Stuttgart – Tabu
- 2019: Der Goldene Handschuh
- 2019: Die Pfefferkörner – Nachrichten aus dem Jenseits
- 2020: Tatort: Die goldene Zeit
- 2020: Katie Fforde – Emmas Geheimnis
- 2021: Helen Dorn – Wer Gewalt sät (Fernsehreihe)
- 2022: SOKO Wismar –  Egon ist tot
- 2022: Unter anderen Umständen: Mutterseelenallein
- 2023: Die nettesten Menschen der Welt
- 2024: Morden im Norden – Verschwunden
- 2024: Polizeiruf 110: Funkensommer

## Hörspiele
- 2014: Der Meteoriten-Sauger – Autor und Regie: Helmut Peters